# Chociemyśl
Chociemyśl est un village de Pologne, situé dans la gmina de Kotla, le powiat de Głogów, en voïvodie de Basse-Silésie, dans le sud-ouest du pays.